# Shōbara
Shōbara (jap. 庄原市 Shōbara-shi) – miasto w Japonii w prefekturze Hiroszima. Leży na wyspie Honsiu (Honshū) w regionie Chūgoku.

## Położenie
Miasto leży w północno-wschodniej części prefektury graniczy z miastami:
- Miyoshi
- Niimi
- Fuchū
- Unnan
- Takahashi

## Historia
Prawa miejskie miasto otrzymało 31 marca 1954 roku.

## Miasta partnerskie
- Chiny: Mianyang